# Krzysztof Pigoń
Krzysztof Pigoń (ur. 2 lutego 1925 w Wilnie, zm. 5 lutego 2001) – polski fizykochemik, profesor Politechniki Wrocławskiej. Syn rektora Uniwersytetu Stefana Batorego w Wilnie Stanisława Pigonia.

## Życiorys
Studia chemiczne ukończył w 1948 na Uniwersytecie Jagiellońskim. Następnie pracował jako asystent Kazimierza Gumińskiego na Uniwersytecie Wrocławskim. Pracę doktorską obronił w roku 1956. Rok później objął Katedrę Chemii Fizycznej Politechniki Wrocławskiej. Tytuł profesora nauk chemicznych uzyskał w 1970 roku. Był jednym z twórców wrocławskiej szkoły fizykochemii organicznego ciała stałego. Współautor, ze Zdzisławem Ruziewiczem, podręcznika „Chemia fizyczna”.
W PRL informacje na temat Krzysztof Pigonia podlegały cenzurze.  W 1977 roku jego nazwisko znajdowało się na specjalnej liście osób pod szczególną kontrolą cenzury. Zalecenia cenzorskie dotyczące jego osoby zanotował Tomasz Strzyżewski, który w swojej książce o peerelowskiej cenzurze opublikował notkę informacyjną z 7 stycznia 1977 roku  Głównego Urzędu Kontroli Prasy, Publikacji i Widowisk. Wytyczne dla cenzorów wymieniały jego nazwisko z adnotacją: Wszelkie próby popularyzowania w środkach masowego przekazu (prasa codzienna, radio, TV, tygodniki społeczno-polityczne) niżej wymienionych osób należy sygnalizować kierownictwu GUKPPiW. Zalecenia cenzorskie zezwalały jedynie na publikacje w prasie specjalistycznej, naukowej oraz skryptach itp..
Został pochowany na Cmentarzu Salwatorskim w Krakowie.

## Wybrane publikacje
- Pigoń K., Über die Halbleitereigenschaften des Magnesiumarsenids Mg3As2, Helv. Phys. Acta, 41, 1104 (1968).
- Pigoń K., Gumiński K. i Vetulani J., Półprzewodniki organiczne, WNT Warszawa, 1964.
- Pigoń K. and Chojnacki H., Anisotropy of electrical conductivity in imidazole crystals, Acta Phys. Polon., 31, 1069 (1967).
- Komorowski L., Krajewski A. and Pigon K., Phase diagram and electrical conductivity in the binary system: picric acid – o-bromoaniline, Mol. Cryst. Liq. Cryst., 36, 337 (1976).